# My Heart Goes Bang (Get Me to the Doctor)
My Heart Goes Bang (Get Me to the Doctor) è il quarto e ultimo singolo della band Dead or Alive estratto dal loro secondo album Youthquake.
La versione inclusa nell'album Youthquake venne presa dai Dead Or Alive e rieseguita con suoni e ritmi diversi. La versione singola è inclusa nella loro raccolta del 1987 Rip It Up.
Il brano venne poi remixato per poi essere incluso negli album Fragile e Unbreakable, rispettivamente negli anni 2000 e 2001.

## Classifiche
| Classifica (1985)                  | Posizione raggiunta |
| ---------------------------------- | ------------------- |
| Australia ARIA Charts              | 41                  |
| Germania                           | 14                  |
| Official Singles Chart             | 23                  |
| U.S. Billboard Hot Dance Club Play | 15                  |
| UK Singles Chart                   | 23                  |